# Almindelig star
Almindelig star (Carex nigra) er et 10-50 cm højt halvgræs, der vokser på fugtig bund.

## Beskrivelse
Almindelig star er en flerårig urt, der som regel danner udløbere, men som dog sommetider har tueformet vækst (C. n. var. recta). Stænglerne er trekantede og ru øverst oppe. De bærer smalle, rendeformede blade med hel rand.
Blomstringen sker i maj-juni, hvor blomsterstanden bærer et-to endestillede hanaks og et-fire sidestillede og oprette, aflange sorte hunaks. Frugterne er flade nødder, der sidder i flade og glatte frugthylstre.
Rodnettet består af en krybende jordstængel, som bærer et tæt bundt af trævlerødder.
Højde x bredde og årlig tilvækst: 0,30 x 0,20 m (25 x 20 cm/år), heri dog ikke medregnet eventuelle udløbere. Målene kan bruges til beregning af planteafstande i fx haver.

## Voksested
Arten er udbredt i Europa og det nordøstlige Nordamerika, inklusive Grønland. Den findes almindeligt i Danmark på fugtige enge og i moser, både på kalkholdig og sur jordbund, selv om den er mest knyttet til sur og næringsfattig bund.
På Hulsig Hede i Vendsyssel findes arten i de fattigkær , som opstår i klitlavningerne. Her vokser den sammen med bl.a. tranebær, vandnavle, blåtop, hundehvene, klokkelyng, kragefod, rundbladet soldug, smalbladet kæruld og tormentil
| Portal | Portal:Botanik |

## Note
1. ↑  Bent Vestergaard Petersen: Hulsig Hede: Vegetationen i klitheder og fattigkær